# 전룡국
전룡국(? ~ )은 조선민주주의인민공화국의 정치인이다. 조선로동당 중앙위원회 위원이다.

## 경력
1998년 3월 성진제강연합기업소 당 책임비서를 지냈다. 2010년 9월, 조선로동당 중앙위원회 위원에 선임되었다.

## 기타
2011년 12월 김정일 사망 당시에 국가 장의위원회 위원을 맡았다.